# Melesse
Melesse é uma comuna francesa na região administrativa da Bretanha, no departamento Ille-et-Vilaine. Estende-se por uma área de 32,47 km². Em 2010 a comuna tinha 6 907 habitantes (densidade: 212,7 hab./km²).